# Lossmenmyrtjärnen
Lossmenmyrtjärnen är en sjö i Skellefteå kommun i Västerbotten och ingår i Sävaråns huvudavrinningsområde. Sjön har en area på 0,068 kvadratkilometer och ligger 271,9 meter över havet.

## Delavrinningsområde
Lossmenmyrtjärnen ingår i det delavrinningsområde (717908-167650) som SMHI kallar för Utloppet av Lossmenträsket. Medelhöjden är 293 meter över havet och ytan är 35,3 kvadratkilometer. Räknas de 6 avrinningsområdena uppströms in blir den ackumulerade arean 54,38 kvadratkilometer. Avrinningsområdets utflöde Sävarån (Lossmenån) mynnar i havet. Avrinningsområdet består mestadels av skog (77 procent). Avrinningsområdet har 5,41 kvadratkilometer vattenytor vilket ger det en sjöprocent på 15,3 procent.